# Clymenura cirrata
Clymenura cirrata är en ringmaskart som först beskrevs av Ehlers 1887.  Clymenura cirrata ingår i släktet Clymenura och familjen Maldanidae. Inga underarter finns listade i Catalogue of Life.